# Synagoga kahalna w Lutowiskach
Synagoga kahalna w Lutowiskach – synagoga znajdująca się w Lutowiskach, na drugim rynku zwanym żydowskim.
Synagoga została zbudowana w drugiej połowie XIX wieku. Podczas II wojny światowej po wkroczeniu wojsk niemieckich do Lutowisk synagoga została zdewastowana. 22 czerwca 1942 roku gestapowcy przy pomocy Ukraińskiej Policji Pomocniczej rozstrzelali 650 lutowiskich Żydów i następnie spalili synagogę.
Przez wiele lat po zakończeniu wojny ruiny synagogi stały opuszczone oraz służyły jako nielegalne wysypisko śmieci i miejsce spotkań marginesu. Po powstaniu Ekomuzeum Trzy Kultury w Lutowiskach ruiny zostały wysprzątane i oznaczone specjalną tablicą informacyjną.
Murowany budynek synagogi wzniesiono na planie prostokąta o wymiarach 14 na 17 metrów. Kryty był pierwotnie czterospadowym dachem brogowym. Obecnie zachowała się jedynie część murów zewnętrznych.